# Magnus Lundberg (kyrkohistoriker)
Magnus Lundberg, född 1972, i Halmstad är professor i kyrko- och missionsstudier vid Teologiska institutionen, Uppsala universitet.

## Biografi
Magnus Lundberg avlade teologie doktorsexamen i missionsvetenskap med ekumenik vid Lunds universitet 2002 och var verksam som forskare och universitetslektor i kyrko- och missionsstudier vid Uppsala Universitet mellan 2004 och 2015. Han blev 2016 professor i kyrko- och missionsstudier vid Uppsala universitet, där han  är tf. ämnesföreträdare i missionshistoria. Lundbergs forskning har framförallt behandlat latinamerikansk kyrko- och missionshistoria med fokus på kolonialtiden, men han har också skrivit om modern katolsk traditionalism, den svenska missionsforskningens historia och västsvensk väckelse under tidigt 1800-talet.

## Forskargärning

### Mexikansk kyrko- och missionshistoria
Doktorsavhandlingen från 2002 behandlar mexikansk kyrkohistoria och är en tematisk biografi över Alonso de Montúfar, ärkebiskop av Mexiko mellan 1554 och 1572. Den gavs ursprungligen ut på engelska med titeln Unification and Conflict: The Church Politics of Alonso de Montúfar OP, Archbishop of Mexico, 1554-1572 (Uppsala: Swedish Institute for Missionary Research 2002). Senare utkom den också i en spansk översättning av professor Alberto Carrillo Cázares som Unificación y conflicto: La gestión episcopal de Alonso de Montúfar OP, arzobispo de México, 1554-1572 (Zamora, Mich.: Colegio de Michoacán, 2009).
Hans andra större arbete är en studie om relationen mellan församlingspräster och indianska (företrädesvis nahuatl-talande) församlingsbor i ärkestiftet Mexiko och stiftet Puebla under första halvan av sextonhundratalet. Boken handlar också om relationen mellan centrala normer för pastoralt arbete och lokala tillämpningar på församlingsnivå. Slutresultatet blev boken Church Life Between the Metropolitan and the Local: Parishes, Parishioners and Parish Priests in Seventeenth-Century Mexico (Orlando, FL: Iberoamericana-Vervuert, 2011).

### Kontemplativa nunnor och mission
Magnus Lundberg tredje mer omfattande projekt var att studera spansk-amerikanska och filippinska kontemplativa kvinnors roll för romersk-katolsk mission under sexton- och sjuttohundratalet. Denna grupp inkluderar såväl nunnor som så kallade beatas, recogidas och donadas, vilka inte avlade formella klosterlöften men som levde nunneliknande liv. I det koloniala Latinamerika var missionen framför allt en uppgift för manliga religiösa specialister. Men spansk-amerikanska och filippinska kontemplativa kvinnors kunde mena att de hade en viktig roll för andra människors frälsning och präster som skrev om dessa kvinnor kunde också understryka deras betydelse för missionen. Deras missionärsroll innefattade till exempel bön och ställföreträdande lidande, men också undervisning och till och med ”resor i anden” till missionsfälten. Resultatet av forskningsprojektet blev boken Mission and Ecstasy: Contemplative Women and Salvation in Colonial Spanish America and the Philippines (Uppsala: Swedish Institute for Missionary Research 2015).

### Moderna katolska dissentergrupper
Förutom historiskt inriktade ämnen har Magnus Lundberg bedrivit mycket forskning om moderna Mariauppenbarelser och moderna katolska traditionalistiska grupper. Hans mest omfattande forskningsarbete rör den spanska Palmarianska kyrkan, som har en egen påve. Huvudresultatet är boken A Pope of their Own: El Palmar de Troya and the Palmarian Church (Uppsala Universitet 2017)

### Religion i Latinamerika
Förutom dessa böcker samt artiklar i vetenskapliga tidskrifter, såväl på svenska som engelska och spanska har han tillsammans med religionshistorikern David Westerlund gett ut antologin Religion i Latinamerika (Stockholm: Dialogos 2012), som är en bred introduktion till olika religiösa traditioner i latinamerikansk historia och nutid.